# 木村重治
木村 重治（きむら しげはる、1874年5月4日 - 1967年7月18日）は、日本の西洋史学者、教育者。立教大学元学長、立教大学経済学部元教授・学部長、長崎高等商業学校（現・長崎大学）元校長、東京商科大学（現・一橋大学）元教授、慶應義塾大学元教授、台湾協会学校（現・拓殖大学）元教授、山口高等商業学校（現・山口大学）元教授、啓明学園学園長。

## 人物・経歴
1874年（明治7年）5月4日、奈良県で木村芳三郞の二男として生まれる。
1892年（明治25年）7月、立教大学の姉妹校である聖公会の奈良英和学校に入学。同校が中学校制に改め廃校となると、東京の立教学校（現・立教大学）に転学。1894年（明治27年）6月、立教学校卒業。同期には須藤吉之祐（立教大学元学長）がいる。その後、同年9月に設置された同校高等専修科に進み、1896年（明治29年）6月、同校を卒業する。
翌1897年（明治30年）9月、留学のため渡米し、ニューヨーク州ホバート大学に入学し、1900年（明治33年）6月に同校を卒業し、学士（BA）を取得。同年9月に、マサチューセッツ州ケンブリッジ市聖公会派神学校に入学。1901年（明治34年）9月、ハーバード大学大学院に入学し、西洋史および英文学を専攻する。翌年5月には、ハーバード大学史学会会員に推挙された。
1903年（明治36年）6月、聖公会派神学校を卒業し、学士（BD）を取得。同年6月、ハーバード大学大学院を卒業し、修士（MA）を取得。
1903年（明治36年）10月から欧州諸国を歴遊して、エジプト、インド、中国を経由し、1904年（明治37年）に帰国。1905年（明治38年）、米国公使館日本翻訳官に嘱託された後、立教大学、台湾協会専門学校（現・拓殖大学）、慶應義塾大学等で教鞭を執り、1909年（明治42年）、山口高等商業学校（現・山口大学）教授に就任。
1917年（大正6年）、東京高等商業学校（現・一橋大学）教授に転じ、1919年（大正8年）、英語社会学及び史学研究のため再びアメリカに航し、1920年（大正9年）、東京商科大学（現・一橋大学）予科教授兼附属商学専門部教授に就任する。官命に依り、満洲、韓国、中国に出張した後、長崎高等商業学校（現・長崎大学）校長となった。
その後、立教大学経済学部教授、学部長を経て、1932年（昭和7年）、立教大学学長に就任。
1936年（昭和11年）、チャペル事件により学長を辞任。これは、学長の天長節における教育勅語奉読の仕方が悪いという配属将校の感化による学生の騒動によるものであった。当時の情勢として、1931年（昭和6年）以来、満洲事変、上海事変、日華事変から太平洋戦争に至るまでの間、米国聖公会系のキリスト教主義に基づく立教大学に対する軍部の思想的弾圧には厳しいものがあり、立教大学の「神と国との為に」の教育方針は配属将校によって指弾されるなどの社会的状況化での出来事であった。
1942年（昭和17年）には、立教大学は寄付行為目的を「基督教主義ニヨル教育」から「皇国ノ道ニヨル教育」へと変更し、チャペルも閉鎖されるなど、当時の軍国主義が反映される状況となったが、戦後になり、寄付行為目的が「基督教主義ニヨル教育」へ復帰し、自由の学府を取り戻すこととなった。
1940年（昭和15年）に、啓明学園が開設され、学園長を務める。
戦後、木村は、極東国際軍事裁判弁護人、グルー基金常務理事などをつとめた。

## 親族
木村重義 （経済学者 会計学）は子。

## その他
木村は、立教大学校（実際には立教学校へ改称後）の学生時代、スポーツマンとしても優秀で、野球の投手として日比谷原頭での試合で勇姿をみせ、明治学院を惨敗させるなど活躍したという。こうしたことから、スポーツには非常な理解を持ち、1930年（昭和5年）に立教大学商学部長に就任した時には、今年から欠かさず東京六大学野球リーグの試合を観戦すると語った。

## 主な著作
- 『東西交際之栞』 警醒社、1908年
- 『西洋史眼』 慶應義塾出版局、1908年11月
- 『西洋史眼 上巻』 有朋堂書店、1916年
- 『西洋史眼 下巻』 有朋堂書店、1916年
- 『米国近世史』 木村重治訳、国民図書株式会社、1923年